# Agathotoma castellata
Agathotoma castellata é uma espécie de gastrópode do gênero Agathotoma, pertencente a família Mangeliidae.